# Dolomiten-Höhenweg 1

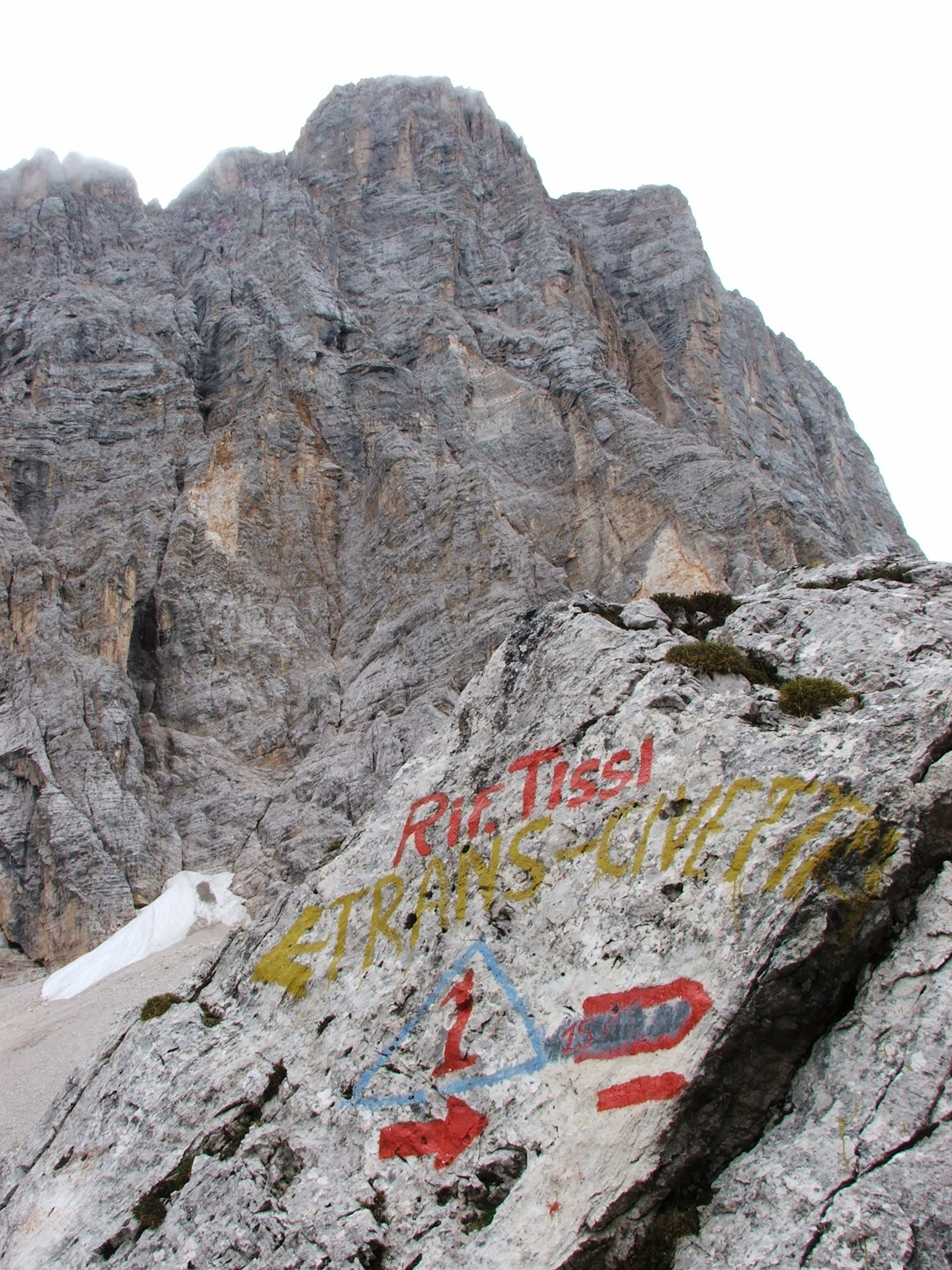
Značení u Civetty

Dolomiten-Höhenweg 1 (italsky Alta Via delle Dolomiti n. 1) je dálková turistická trasa v Alpách. Jako klasická trasa vede v 9 až 13 denních etapách v délce 150 km od jezera Lago di Braies do Belluna.

## Průběh
Dolomiten-Höhenweg 1 vede po hlavních hřebenech východních skupin Dolomit směrem na jih. Trasa vede přes horské skupiny Braieské Dolomity, Fanes, Nuvolau, Croda da Lago, Monte Pelmo, Civetta, Moiazza, Prampèrské Dolomity a Monte Schiara a pohybuje se v nadmořské výšce 1500 až 2800 m vysokohorským terénem.
Dolomiten-Höhenweg 1 je první dolomitskou vysokohorskou stezkou, která byla vytvořena, a je také nejsnazší ze všech: Zejména v severní a střední části stezky nabízí ubytování a stravu tolik chat, že vzdálenosti mezi chatami a hostinci jsou poměrně krátké. Tyto úseky lze v závislosti na kondici a volném čase spojit do krátkých etap o průměrné délce tři a půl až pět hodin chůze nebo do delších celodenních túr, které však zpravidla zvládnou i turisté s normální kondicí. To se týká nejen délky úseků, ale také jejich obtížnosti a orientace na trase. Modrý trojúhelník a obvyklé červenobílé značení značí dobře upravenou a udržovanou trasu, která nepřekračuje žádný ledovec a na několika málo exponovaných místech je dobře zajištěna ocelovými lany. Stezky, pěšiny a přírodní cesty jsou většinou lehké až středně náročné, a proto jsou vhodné i pro ty, kteří nemají zkušenosti s vysokohorskou turistikou. Stezka se chodí v období, kdy na ní neleží sníh, což vzhledem k nadmořské výšce je cca od poloviny června do poloviny září.
Výjimkou je etapa z Rifugio Pian de Fontana do Rifugio 7° Alpini, (které se mohou vyhnout ti, kdo si nevěří nebo jsou nuceni se jí vyhnout kvůli počasí). Vede přes via ferratu Màrmol, která je zajištěna ocelovými lany a žebříky a vyžaduje jistotu, výšku a lezecké schopnosti až do II. stupně obtížnosti. Přestože tato via ferrata není technicky nijak zvlášť náročná, vyžaduje od lezce vzhledem ke své délce velkou výdrž. Na druhou stranu je tato etapa pro zkušené horolezce završením vysokohorské trasy a je zážitkem sama o sobě, protože za dobré viditelnosti je ze sedla v profilu Schiara vidět nebo alespoň cítit moře.

## Charakteristika
Dolomiten-Höhenweg 1 je považována za nejkrásnější z dolomitských vysokohorských stezek.
Přestože na snadno přístupných chatách, jako je Faneshütte či v známých místech, jako je Lago di Braies či Passo Falzàrego, lze očekávat velký ruch, mnohé úseky jsou překvapivě poměrně osamělé, a to i přes svou nízkou obtížnost na jedné straně a mimořádnou malebnost na straně druhé. Zejména směrem na jih potkáte na cestě jen několik turistů a horolezců, a to i v sezóně.
Dolomiten-Höhenweg 1 vede třemi jazykovými oblastmi a s nimi spojenými kulturami: začíná v německy mluvícím Pustertalu a poté prochází oblastí Ladin Fanes. Ladinské legendy vyprávějí o vrcholech, místech a jménech, s nimiž se turista setkává v prvních etapách vysokohorské stezky. Na jih od Passo Falzàrego převládá italština.
Zrezivělý ostnatý drát a hluboké tunely na Kleine Lagazuoi jsou svědky urputných bojů, které probíhaly na hranici mezi těmito oblastmi během Horské války 1915–1918. Viditelné stopy, které po sobě zanechala někdejší tzv. alpská fronta, si dnes můžete prohlédnout ve skanzenu na Lagazuoi.

## Přenocování

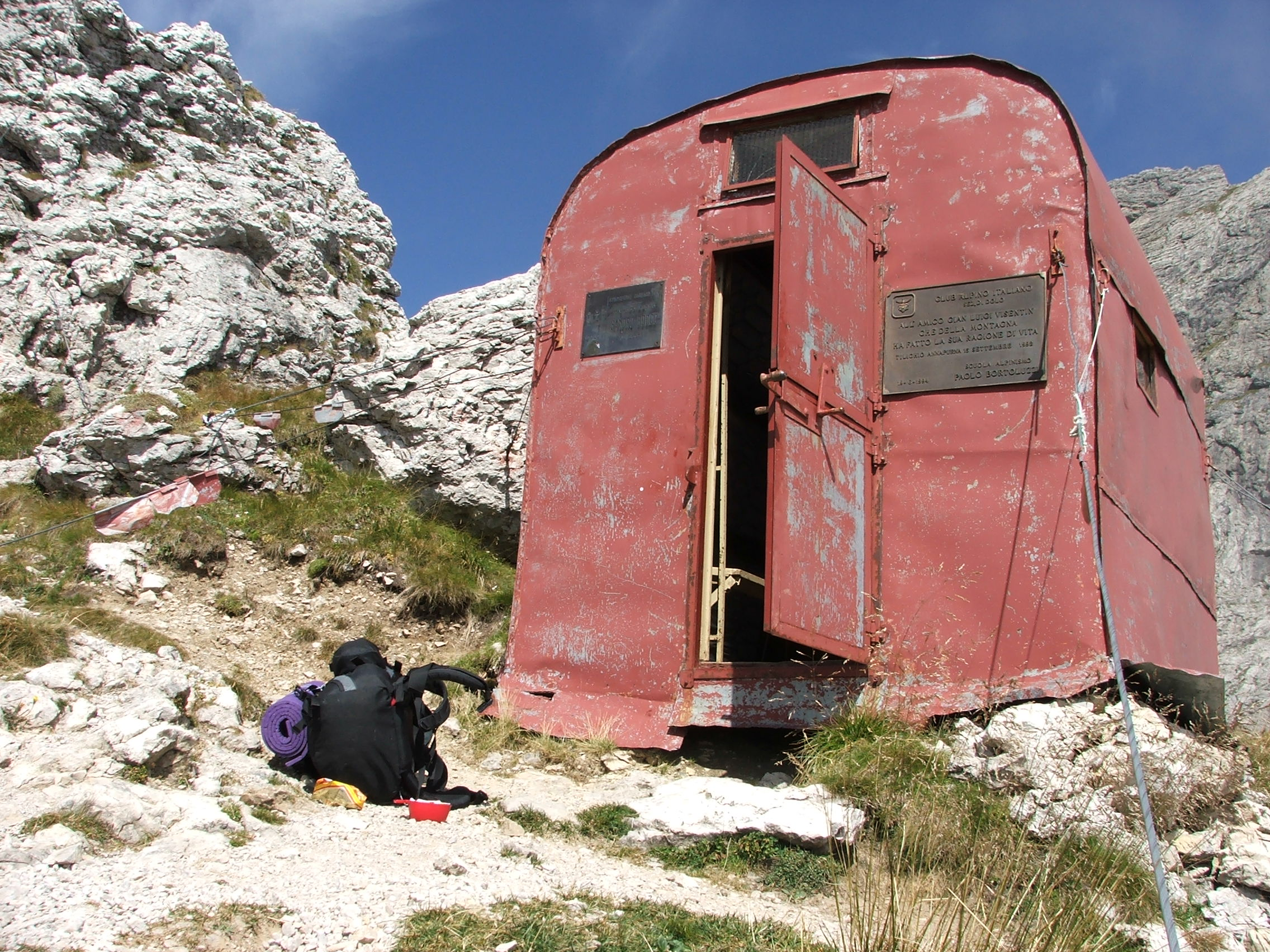
Bivacco Màrmol na začátku via ferraty na Schiara

Následující možnosti ubytování se nacházejí přímo na stezce nebo v její blízkosti:
- Seekofelhütte
- Senneshütte
- Schutzhütte Fodara Vedla
- Pederühütte
- Faneshütte
- Lavarellahütte
- Große Fanesalm
- rifugio Lagazuoi
- rifugio Averau
- rifugio Cinque Torri
- Rifugio Città di Fiume
- Rifugio Croda da Lago
- Rifugio Nuvolau
- Rifugio Scoiattoli
- Rifugio Passo Staulanza
- Rifugio Adolfo Sonino al Coldài
- Rifugio Attilio Tissi
- Rifugio Mario Vazzolèr
- Rifugio Bruto Carestiato
- Rifugio Cesare Tomè
- Rifugio San Sebastiano
- Rifugio Sommariva al Pramperét
- Rifugio Pian de Fontana
- Bivacco del Màrmol
- Rifugio 7º Alpini

## Etapy
Následující rozdělení je orientační a díky četným chatám je možné ho rozdělit na kratší úseky i spojit do delších tras.
| Etapa   | Start                       | Cíl                         | Doba            | Výstup | Sestup | Charakteristika a průběh |
| ------- | --------------------------- | --------------------------- | --------------- | ------ | ------ | --- |
| 1. den  | Pragser Wildsee             | Seekofelhütte               | 3,30 h – 4,00 h | 900 m  | 70 m   | Výstup od jezera vysokým údolím Nabigen Loch. Krátký, dobře zajištěný přechod ocelovými lany do Ofen Cirque, který lze absolvovat i za špatného počasí. Pokračujte lehce po suťovisku až na Ofenscharte a několik metrů dolů k chatě. Etapa je díky své krátkosti ideální pro seznamovací den a zvykání si na trasu. Výstup na Seekofel od chaty je možný za cca 2.30 h a stojí za to díky výhledu. |
| 2. den  | Seekofelhütte               | Faneshütte / Lavarellahütte | 4,30 h – 5,00 h | 610 m  | 870 m  | Lehká etapa, která je většinou poněkud monotónní po přírodních cestách. Nejprve přes náhorní plošinu k chatě Senneshütte (orientační potíže v čerstvém sněhu a mlze), pak po strmé horské silnici v úzkých zatáčkách dolů k horskému hostinci Pederü. Odtud opět po přírodní cestě do neúrodného vysoko položeného údolí a dále do vysokohorské krajiny kolem chat Faneshütte a Lavarellahütte. Pro ty, kteří mají jisté nohy, existuje vyhlídková alternativa, která se vyhne dlouhému sestupu: od útulny Fodara Vedla se přejde přes suťové svahy Banch dal Sé jihozápadním směrem (nebezpečí padajících kamenů, někdy neprůchodné kvůli bahenním proudům). |
| 3. den  | Faneshütte / Lavarellahütte | Rifugio Lagazuòi            | 4,30 h – 5,30 h | 1100 m | 400 m  | Po přírodní cestě na Limojoch a pěknou chvíli po široké travnaté náhorní plošině, kolem Große Fanesalm až na rozcestí. Navzdory snadné cestě mohou nastat problémy s orientací při špatné viditelnosti a velkém množství čerstvého sněhu. Za velmi nepříznivého počasí lze pokračovat přímo dolů do údolí a vrátit se pěšky nebo autem zpět nahoru po silnici do průsmyku. V opačném případě odbočte vlevo na stezku přes kamenité alpské louky a nakonec stoupejte po suťovišti na vrchol Forcella del Lago. Nyní sestupte strmou suťovou roklí k jezeru Lago di Lagazuòi a stoupejte zpět přes vozovou plošinu nebo přejděte svah nad jezerem. Nakonec stoupejte ve vlásenkových zatáčkách podél sjezdovky k horní stanici lanovky a chatě. |
| 4. den  | Rifugio Lagazuòi            | Rifugio Cinque Torri        | 4,30 h          | 490 m  | 1110 m | Klesejte strmě po sutích do Passo Falzàrego (dolní stanice lanovky, restaurace a obchody se suvenýry). Odtud nejprve přes louky, pak přes velké sutě a nakonec strmými stržemi do Forcella Averàu. Obtížné je najít a projít ve sněhu, jinak středně obtížné. Pak už jen kolem Monte Averàu k Rifugio Averàu. Pokud se vám nechce jít dál, stoupejte mírně strmě po hřebeni Nuvolàu k Rifugio Nuvolàu na vrcholu. Jinak sestupujeme po přírodní cestě s krásnými výhledy přes lyžařský areál k chatě. |
| 5. den  | Rifugio Cinque Torri        | Rifugio Croda da Lago       | 3,00 h          | 380 m  | 470 m  | Nenáročná, malebná túra v údolí Valle del Boite. Nejprve po silnici a pěšině přes louky dolů k průsmyku, pak opět mírně vzhůru řídkým jehličnatým lesem a po dobré cestě. Krátce strmější stoupání na rameno, pak pohodlnou cestou k horskému jezeru Fedèrasee a chatě na jeho břehu. |
| 6. den  | Rifugio Croda da Lago       | Passo Staulanza             | 3,00 h – 3,30 h | 350 m  | 630 m  | Klidná túra po loukách a sutích směrem k Monte Pelmo, krásné výhledy na okolní vrcholky hor. Zpočátku nepříliš strmý výstup po suťových svazích na Forcella Ambrizzòla, poté po suti na Forcella Col Duro (výhled na Marmoladu, Pelmo a další). Pokračujte nahoru a dolů přes různá sedla až na Forcella de la Puìna. Odtud pokračujte po rovině po malebné vozové cestě k Rifugio Città di Fiume. Nakonec mírně klesáme po dobré stezce, která střídá řídký jehličnatý les a listnaté suťové svahy Monte Pelmo, až k průsmykovým loukám s Rifugio Passo Staulanza v čele údolí Val di Zoldo. |
| 7. Tag  | Passo Staulanza             | Rifugio Tissi               | 4,00 h – 4,30 h | 840 m  | 340 m  | Jeden z nejkrásnějších úseků z hlediska krajiny; nejprve lehká túra po přírodních cestách a pěšinách přes nízké pohoří, poté užší stoupání po suťových svazích, listnatých balvanitých polích a lučních prohlubních. Po přírodní cestě do Casera Vescovà a dále do Forcella di Alleghe. Nyní v širokých klopených zatáčkách nahoru po malé silnici, pak strměji vzhůru po stezce na Monte Coldài, až se objeví Rifugio Coldài. Odtud vystoupejte do sedla kolem jezera Lago Coldài. Po úbočí Civetty po šotolině až na Forcella di Col |
| 8. Tag  | Rifugio Tissi               | Rifugio Carestiato          | 5,30 h – 6,00 h | 630 m  | 1060 m | Nejprve nenáročná túra po krásné náhorní plošině mezi Civettou a jejím horským pásmem na západě. Zpočátku po rovině, později klesá v serpentinách podél přírodní cesty. U Rifugio Vazzolèr je možné si odpočinout a navštívit botanickou zahradu. Nakonec po hrbolaté cestě lesem a po suťových svazích podél svahů Moiazza. Po krátkém strmém úseku zajištěném ocelovým lanem na vrcholu Forcella Col dell' Orso (krásný výhled) je to opět lehčí přes alpské louky na vrchol Forcella del Camp. Nakonec mírný výstup a sjezd po svahu s křovinami k nově postavené chatě Rifugio Carestiato s nádherným výhledem. |
| 9. Tag  | Rifugio Carestiato          | Rifugio Pramperét           | 4,45 h – 5,45 h | 540 m  | 520 m  | Přírodní cestou nahoru a dolů do mírně frekventovaného průsmyku Passo Duràn, 20 minut klesáme na jih po silnici v průsmyku, pak odbočíme vlevo na lesní cestu. Vydejte se vzhůru rozbujelým horským lesem, pak exponovaným, ale dobrým stoupáním po suťových svazích Tàmeru a mezi balvany vysokými jako domy k Malga Moschesìn (poznámka: studánka v době sucha nedává vodu; další pramen je těsně před Forcella Moschesìn). Nyní se vydejte po široké cestě nahoru k Forcella Moschesìn. Přejděte severní svah přes louky a řídké modříny k chatě. Pokud vám zbývá jen jeden den, můžete se vydat po "Sentiero La montagna dimenticata", "stezce zapomenutých hor", která se odpojuje krátce před Forcella Moschesìn a je sotva viditelná v porostu, ale nabízí velmi pěkné výhledy: Na úzkém hřebeni směrem k jihu, ke konci velmi exponovaném, ale přesto jistém a zajištěném ocelovými lany. Strmý sestup v mnoha serpentinách do Forcella Póngol s otevřenou loveckou chatou, pak buď na jih po zchátralé vysokohorské cestě porostlé trávou porostlou dolů k silnici, nebo na západ kolem Zélo do La Valle nebo Agordo. Pokud jste odvážní a jistí, můžete z Passo Duràn zvolit severní okruh kolem skupiny Tamèr a sestoupit po úzké stezce (místy stoupající, kamenité a neustále nahoru a dolů) přes Bivacco Angelini do Pian dei Palùi. Odtud se vraťte nenáročnou cestou zpět k Rifugio Pramperét. |
| 10. Tag | Rifugio Pramperét           | Rifugio Pian de Fontana     | 2,45 h – 3,00 h | 540 m  | 760 m  | Krátký, ale scénicky velmi krásný přechod přes Cime de Zità. Navzdory označení na mapě jako obtížný výstup, nikde zvlášť exponované nebo nebezpečné, dobře značené. Nakonec následuje strmý sestup přes louky k malé chatě Rifugio Pian de Fontana. Ti, kteří si na následující etapu netroufají nebo je počasí donutí k úhybnému manévru, mohou buď sestoupit přes Rifugio Bianchet roklí k silnici (autobus do Belluna), nebo stoupat strmě a hrbolatě, ale řídkým bukovým lesem a přes louky na východ, pokračovat po málo používané silnici úzkým údolím Val de Grisol a nakonec po malých silnicích do Longarone. |
| 11. Tag | Rifugio Pian de Fontana     | Rifugio 7° Alpini           | 6,00 h – 8,00 h | 780 m  | 920 m  | Zdaleka nejnáročnější etapa této vysokohorské stezky, Via ferrata Màrmol, která je klasifikována jako středně náročná a je poměrně dlouhá. Ferrata vyžaduje netrpět závratěmi z výšek, vytrvalost a lezecké dovednosti do obtížnosti II. Krátce sestupte po strmé lesní cestě a vystoupejte zpět na Forcella La Varéta, poté přejděte po exponované, ale dobré cestě luční svah. Za odbočkou k Rifugio Bianchet (varianta v případě špatného počasí nebo nedostatku vybavení via ferrata) je cesta stále více zarostlá. Nyní snadné stoupání po škrapech a skalních stupních až na vrchol Forcella del Màrmol - odtud výhled na pohoří Nevegal směrem k moři! Od Bivacco del Màrmol začíná via ferrata, která vede velmi strmě dolů po žebřících a ocelových lanech a částečně se ztrácí v záhybech úzké rokle. Během poměrně dlouhého stoupání je často vidět chata, ke které se nakonec dostaneme po namáhavém sestupu, nakonec po sypkých sutích. |
| 12. Tag | Rifugio 7° Alpini           | Belluno                     | 4,00 h – 4,30 h | 140 m  | 1090 m | Zpočátku strmý, pak mírnější sestup v soutěsce potoka Ardo, světlým, jižním listnatým lesem. Po malých silnicích přes vesnice do Belluna. Snadné. |

## Galerie

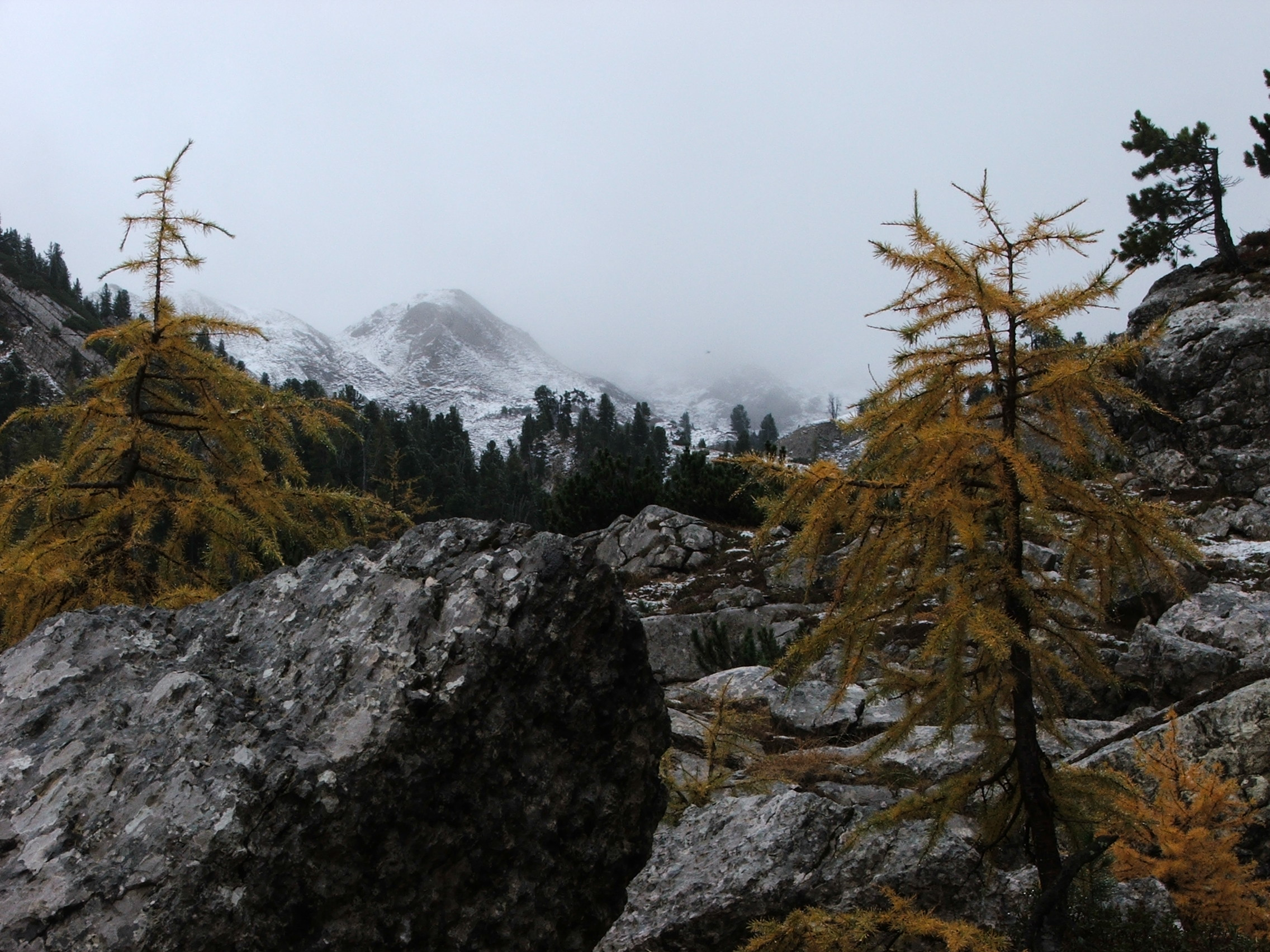
Jezero Nabige Loch, vysoká soutěska pod svahy Seekofelsu.
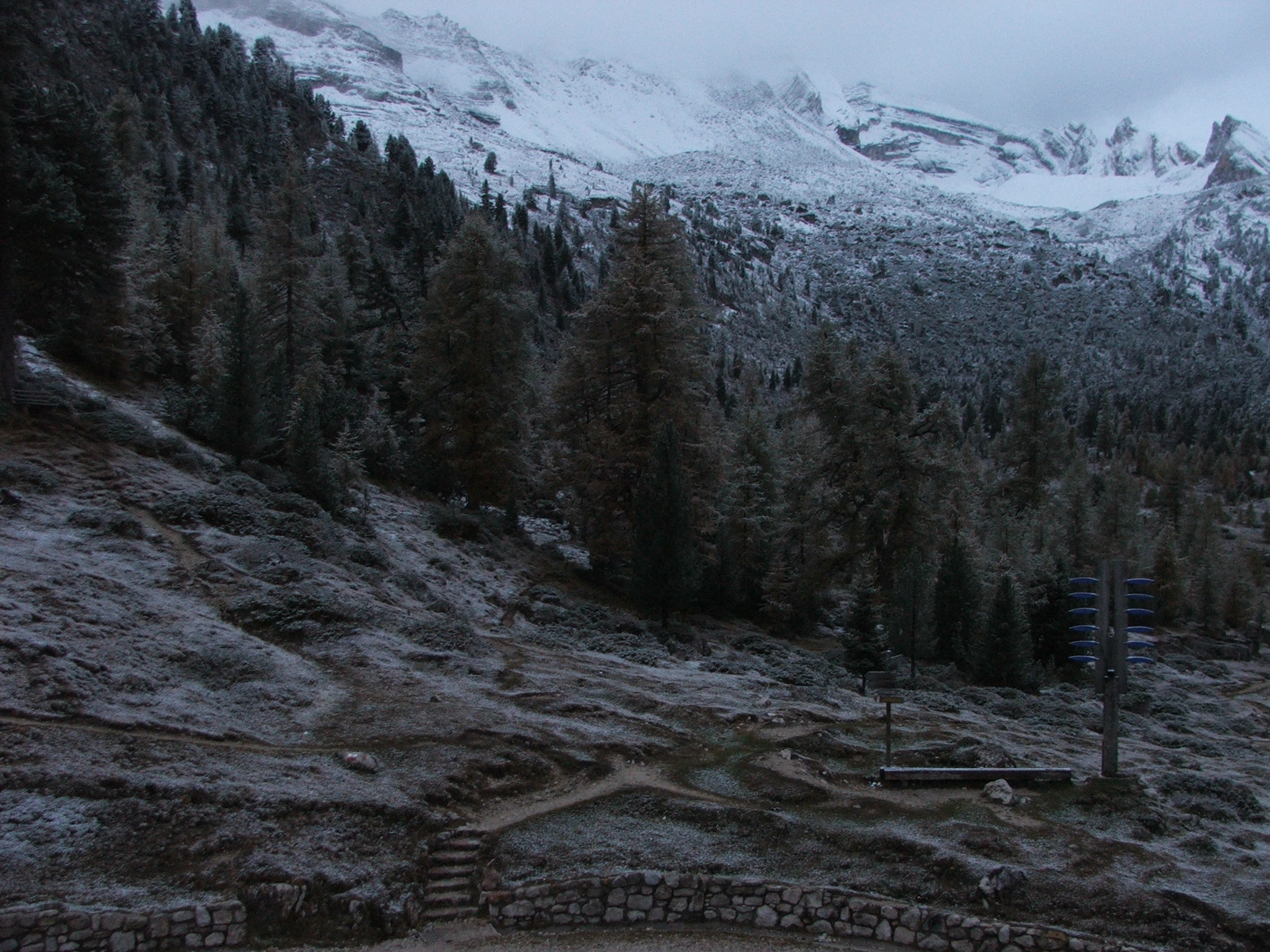
Soumrak na Faneshütte
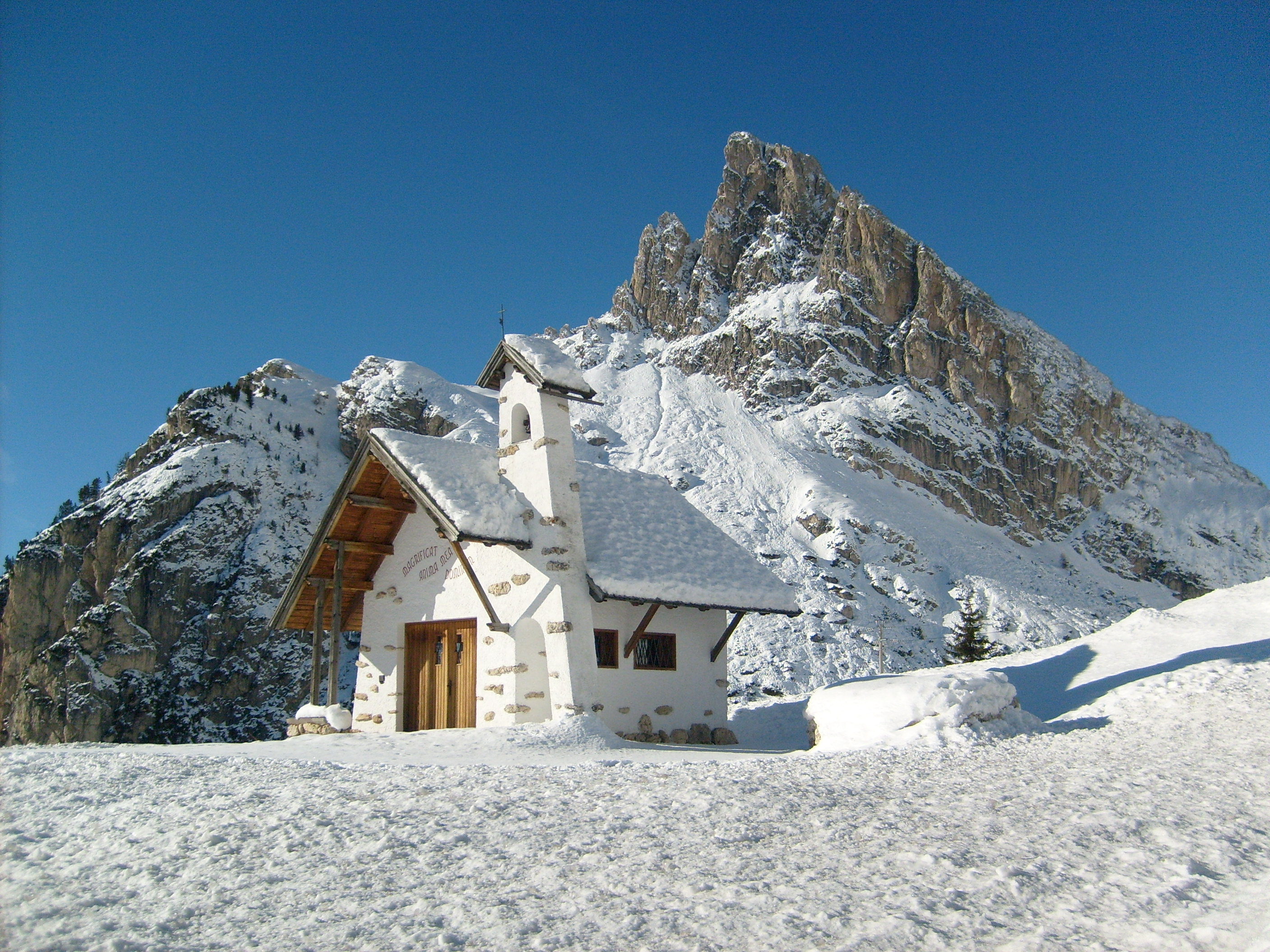
Pamětní kaple v Passo Falzàrego v zimě
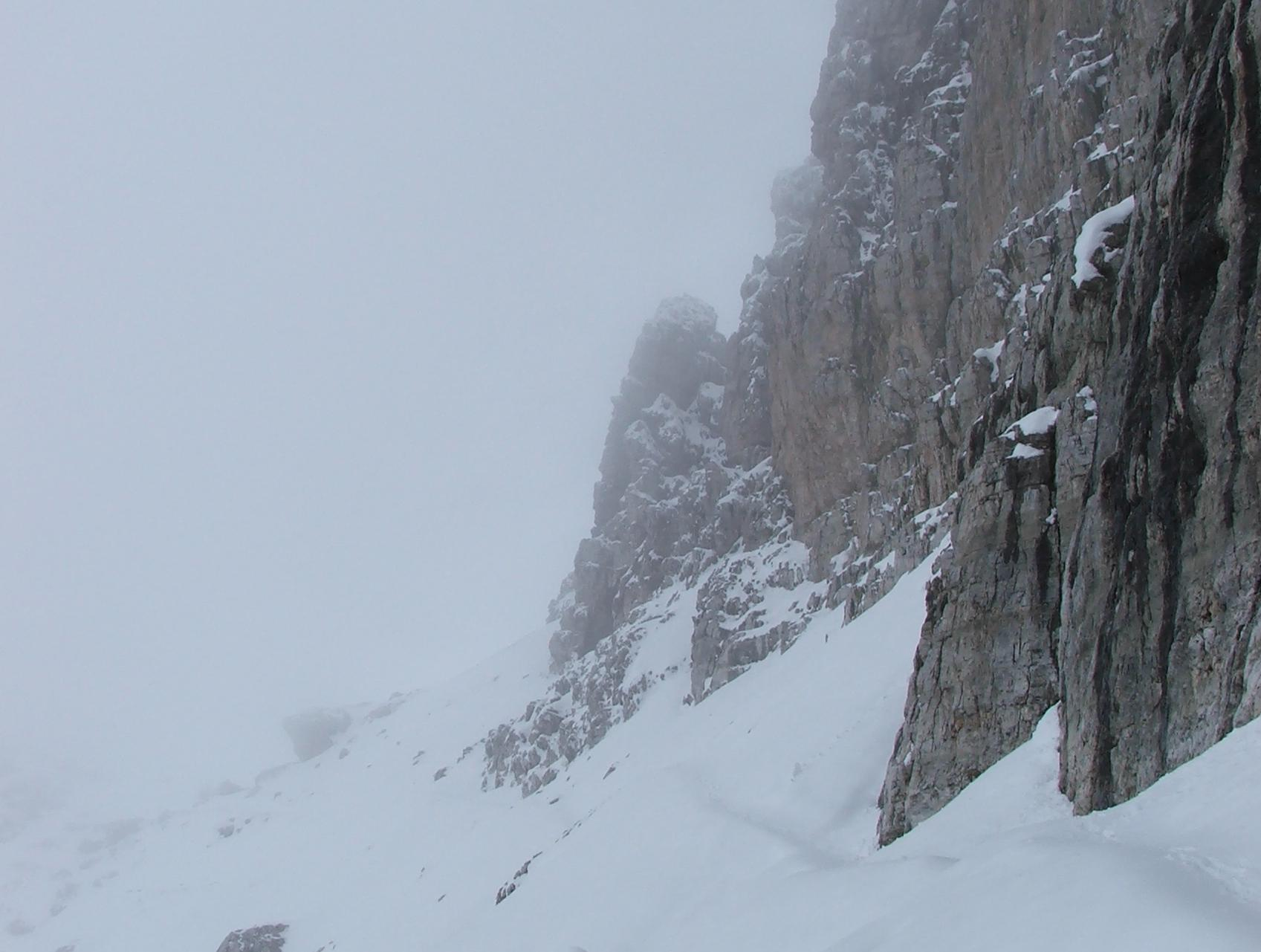
Zima na Monte Averàu
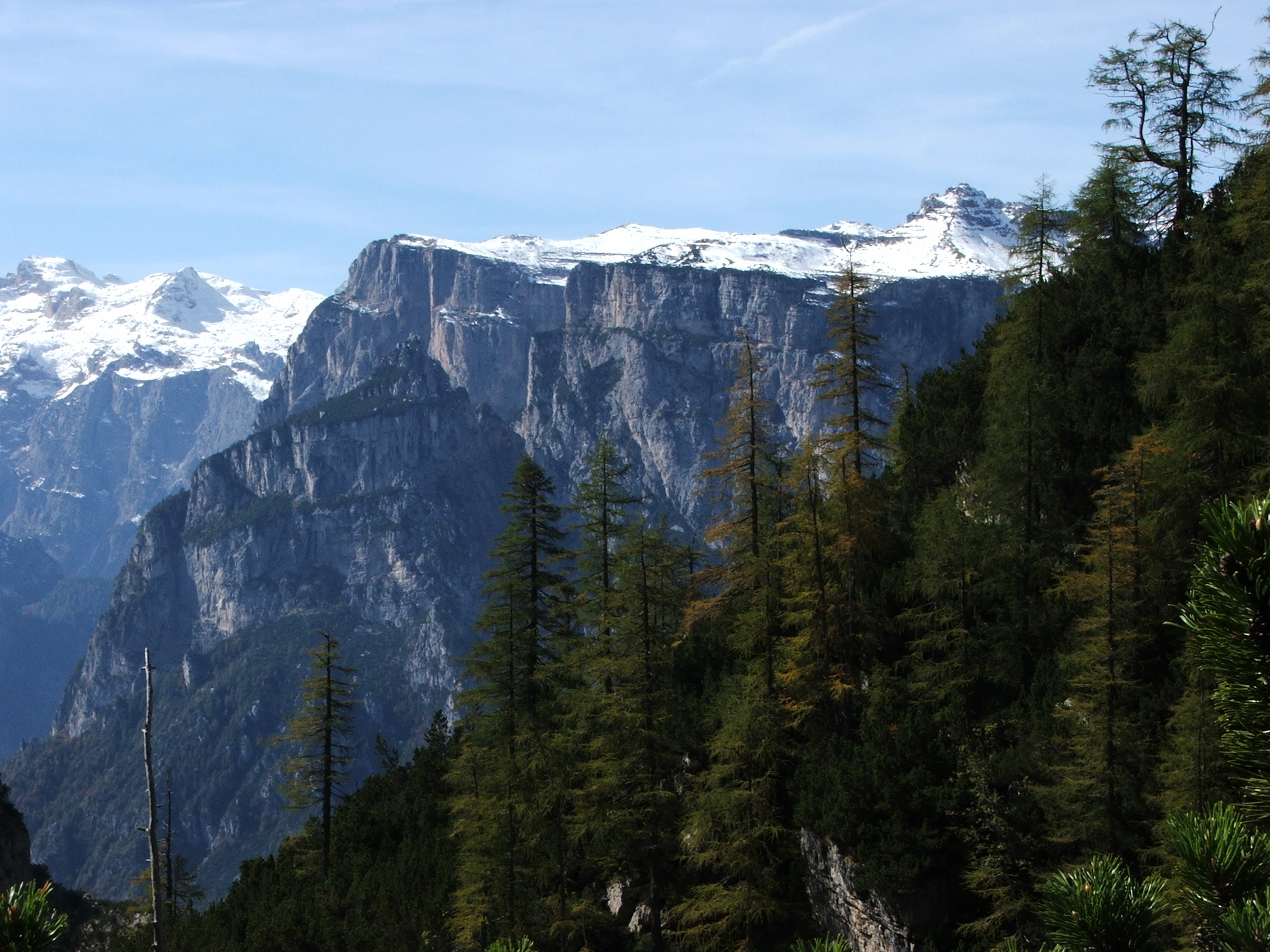
Pohled z Col del Orso
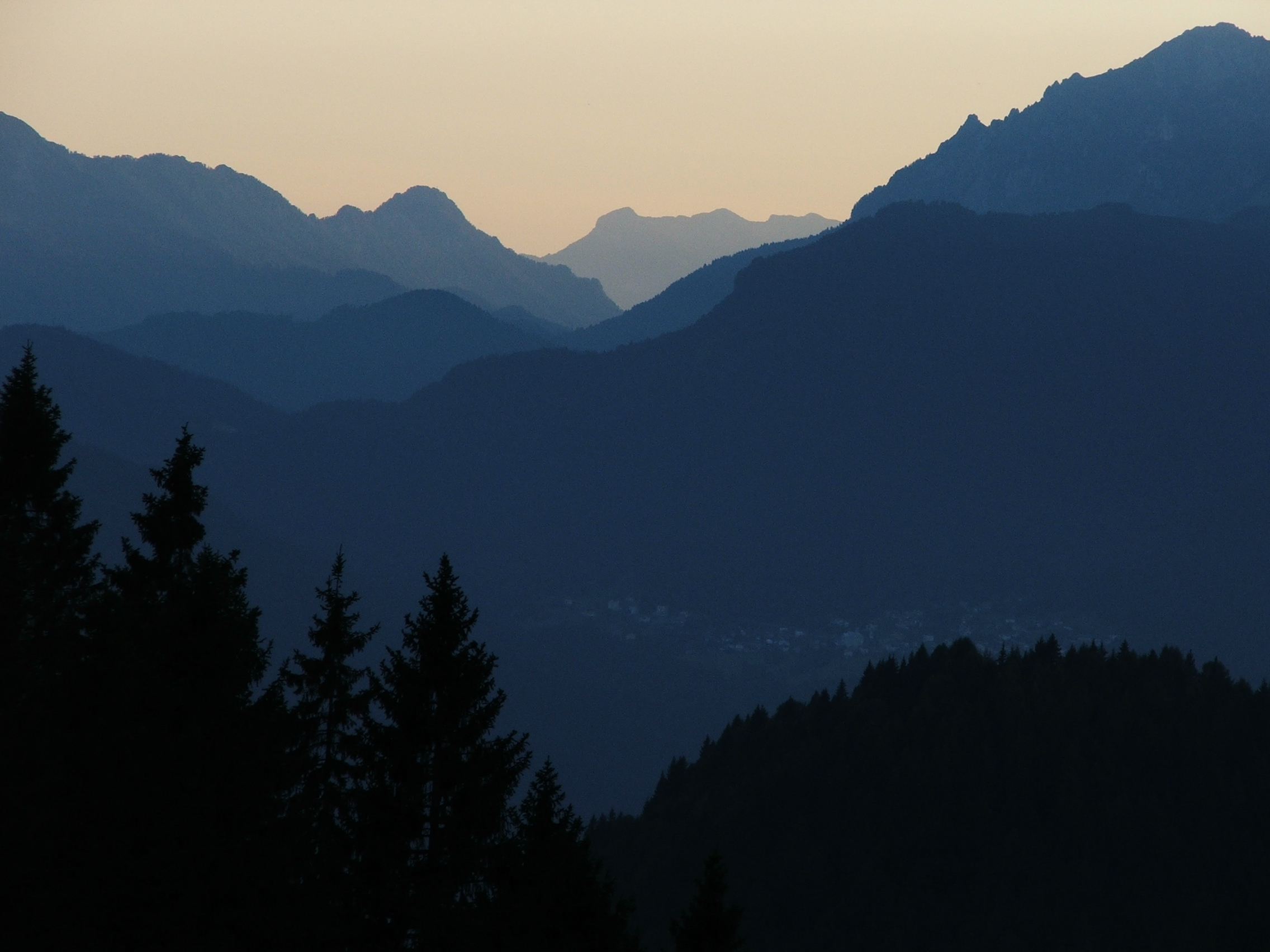
Večerní atmosféra na Passo Duràn
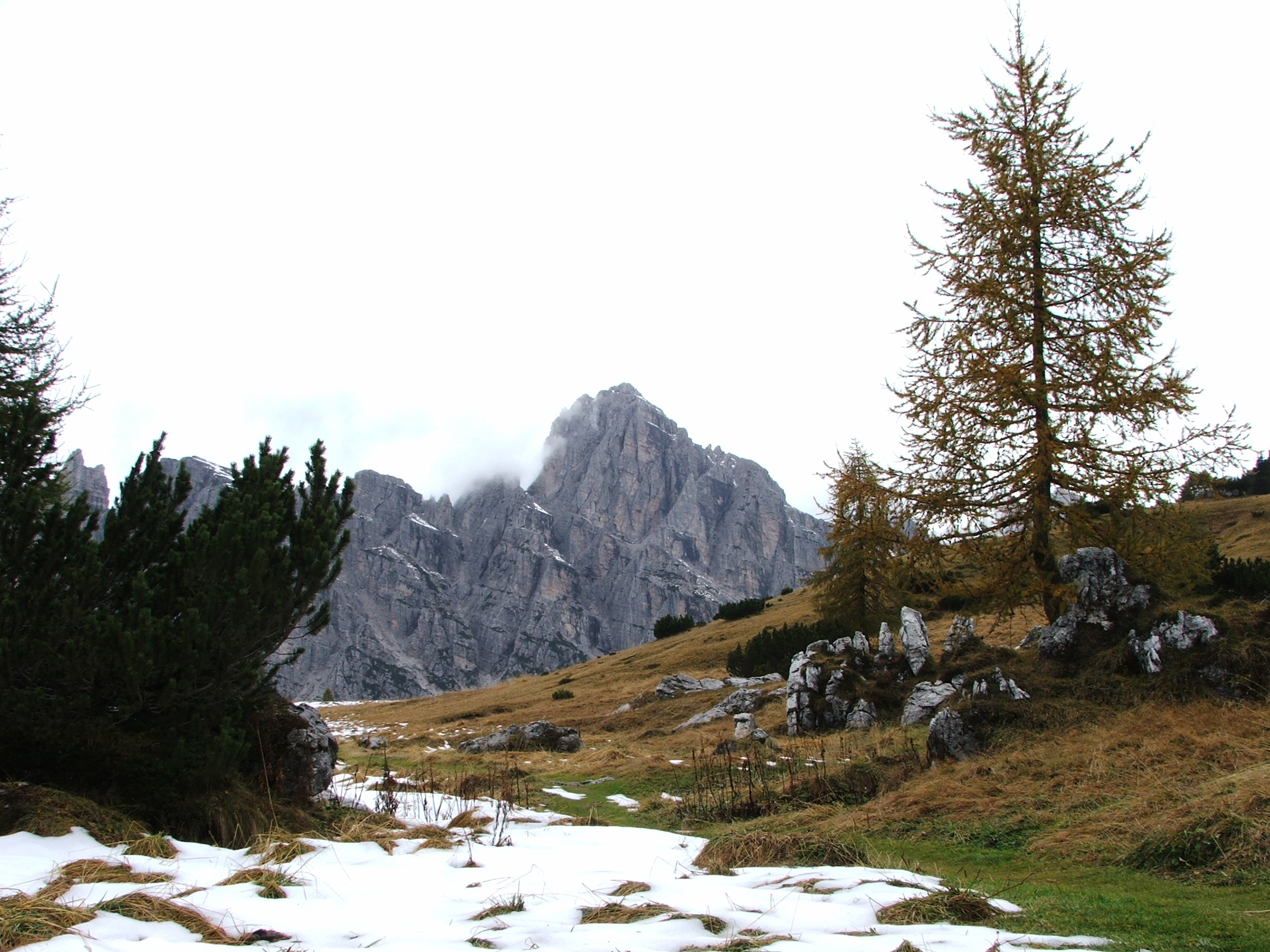
Na Rifugio Pramperét
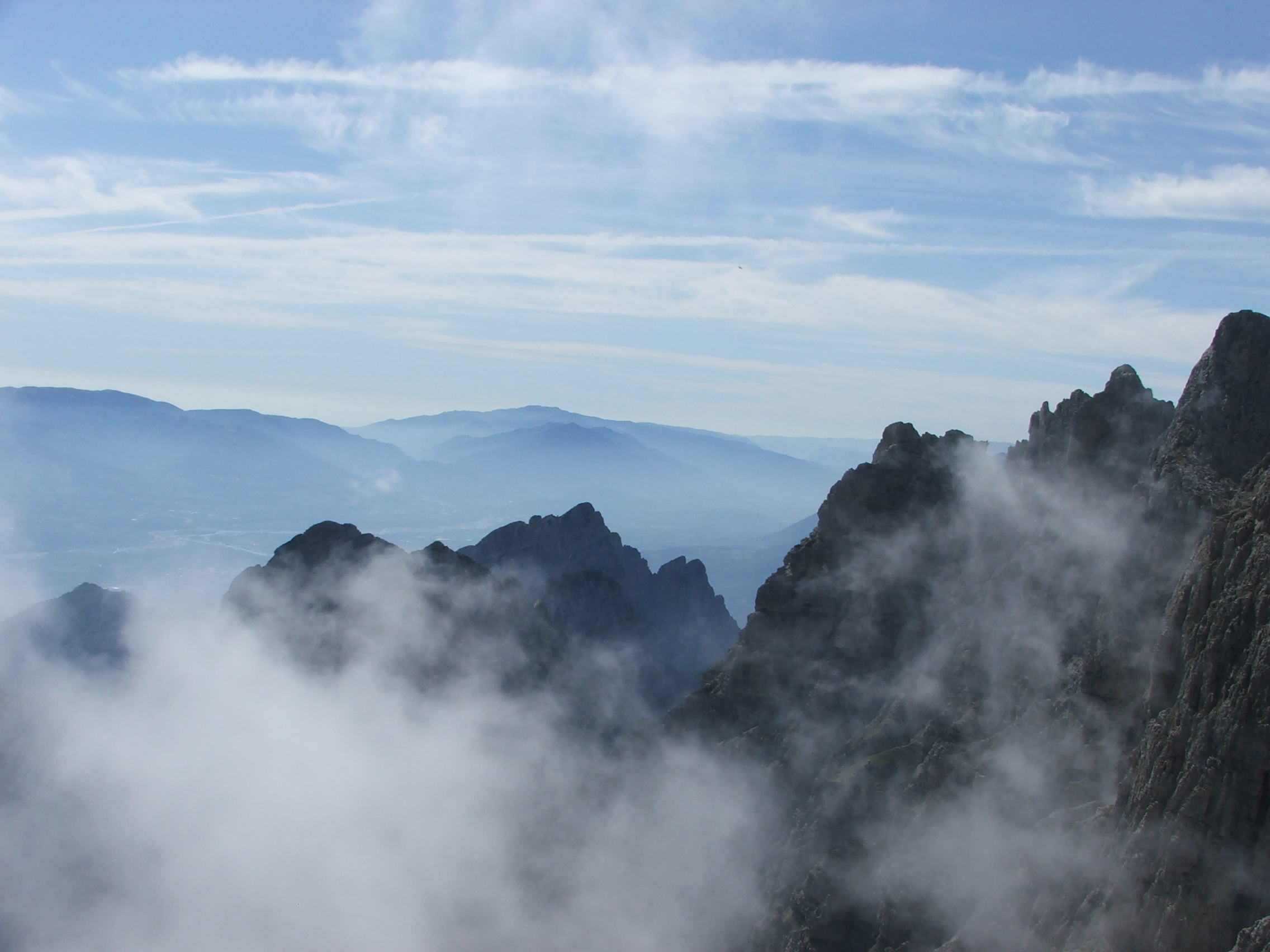
Pohled na jihozápad krátce před začátkem via ferraty Màrmol

## Mapy
- Tabacco-Wanderkarten (1:25.000), List 03, 031, 024 a 025
- Kompass-Wanderkarten (1:50.000), List 55, 57 a 77
- Freytag & Berndt -Wanderkarten (1:50.000), List S10 a S15
- Carta d’Italia (1:50.000), List “Dobbiaco”, “Cortina d’Ampezzo” a “Longarone”
- Tabacco-Wanderkarten (1:50.000), List 1 a 4
- Mapa na mapy.cz
- Mapa na openstreetmap